# Мирко Грбић
Мирко Грбић (Лушци Паланка,  28. август 1952) српски је књижевник.

## Биографија
Мирко Грбић рођен је 28. августа 1952. у Лушци Паланци (средњовијековни Лужац).
Основну школу завршио је у родном мјесту, средњу медицинску школу у Бањалуци гдје је завршио и медицински факултет. Радни вијек је провео у Дому здравља Приједор.
Пише поезију, есеје о стваралаштву умјетника душевних болесника: (Шумановић, Стриндберг, Ниче, Видрић, Кочић...) Објављивао их је углавном у сарајевским књижевним часописима, у Одјеку, Лицима , Књижевној ревији, Даље.
Бави се и проучавањем усменог народног стваралаштва .

## Преводи
Пјесме су му превођене на македонски, словеначки, пољски, руски и енглески језик.

## Зборници и панораме
Уврштен је у антологије. 
- Милијан Деспотовић, Лептир на чају, Антологија југословенске хаику поезије, Тузла,1991
- Анђелко Анушић - Живко Малешевић: Насукани на лист хартије, антологија српске поезије друге половине 20 вијека Босне и Херцеговине, Завод за уџбенике Источно Сарајево, 2006.
- Станоје Плавшић , Дуга над градом, панорама хаику поезије Бањалуке 2011, Артпринт, Бањалука.
- Мирко Вуковић, Панорама крајишке поезије , Крајина, Бањалука 2015.
- Дејан Ђуричковић, Лексикон српских писаца Босне и Херцеговине , Завод за уџбенике Републике Српске, Источно Сарајево,2013.
- Миљенко Јерговић - Семездин Мехмединовић, Трансантлантик маил, ВБЗ, Загреб, 2009.